# Distrito de Saihaku
El distrito de Saihaku (西伯郡 Saihaku-gun?) es un distrito localizado en la prefectura de Tottori, Japón. En junio de 2019 tenía una población estimada de 40.420 habitantes y una densidad de población de 90,3 personas por km². Su área total es de 447,5 km².

## Localidades
- Daisen
- Hiezu
- Hōki
- Nanbu